# Dienabou Diallo
Dienabou Diallo, née le 28 mars 1997 au Québec Canada, est une reine de beauté guinéenne. Elle est élue 1er  dauphine Miss Guinée Canada 2018.

## Etudes et jeunesse

### Parcours scolaire
Fille d’un fonctionnaire des Nations unies, Dienabou a dû se déplacer avec son père et étudié dans différentes villes africaines. 
En 1999, Dienabou s’installe à Ouagadougou où elle fréquente au Complexe Scolaire Belemtiise jusqu’à la classe de CE1.
En 2004, elle déménage à Harare Zimbabwe au Lycée Français Jean de la Fontaine du CE2 au CM2 où elle a participé également les  représentations théâtrales de son lycée au Centre Culturelle Français durant lesquelles elle a joué plusieurs rôles d'actrice.
En 2007, Dienabou débute le collège au Lycée Français Blaise Pascal de Libreville Gabon où elle obtient le diplôme du Brevet en 2011 puis en 2014 le diplôme Baccalauréat Français. 

### Études supérieures
À la suite de l’obtention de son baccalauréat, elle obtient une admission à l’université d’Ottawa en Génie informatique. Durant son parcours à l’université, Dienabou est plusieurs fois inscrite sur la liste du palmarès du doyen, liste indiquant les meilleurs étudiants du programme et reçoit plusieurs bourses d’excellence. Elle a aussi l’occasion de faire des stages dans des grandes entreprises comme IBM, Morgan Stanley, mais aussi dans différents départements du gouvernement canadien tel que le département d’Innovation, Sciences et Développement et le département Affaires mondiales.
Decembre 2018, elle obtient son diplôme en Génie informatique avec la mention Magma Cum Laude. Elle est aujourd’hui Server Enginner and Java Developer à Morgan Stanley Montréal. 

## Concours de beauté et représentations
- 1re Dauphine Miss Guinée Canada 2018[1].

Avant de s’inscrire au concours de Miss Guinée, Dienabou a défilé au Safara Fashion Show à Ottawa.  

## Activisme
Dienabou a reçu le prix RECOPAC en 2019 à Montréal un prix donné aux jeunes pour leur implication dans leur communauté. 
Dienabou planifie d’établir un projet sur la prévention contre la cyber-intimidation qu’elle a eu l’occasion de présenter lors de sa participation à Miss Guinée Canada 2018 au cours de laquelle elle fut élue 1re dauphine.
Elle aussi participé en tant que bénévole aux événements organisés par la Miss Guinée Canada Saran Bah durant la crise épidémiologique Ebola en Guinée. 
Impliquée dans des actions humanitaires au lycée, en participant aux récoltes de fond pour l’organisation Action contre la faim, une organisation humanitaire responsable de sauver des vies en éliminant la faim par la prévention, la détection et le traitement de la sous-nutrition.

## Prix et recreconnaissances
- En 2019 : prix RECOPAC à Montréal